# Poiana Largului
Poiana Largului – wieś w Rumunii, w okręgu Neamț, w gminie Poiana Teiului. W 2011 roku liczyła 726 mieszkańców.